# آن باكر (مؤلفة)
آن باكر (بالإنجليزية: Ann Packer)‏ (1959، ستانفورد في الولايات المتحدة)؛ كاتِبة وروائية أمريكية. درست في جامعة ييل.